# Hypnum baliense
Hypnum baliense là một loài Rêu trong họ Hypnaceae. Loài này được (Bosch & Sande Lac.) Sande Lac. mô tả khoa học đầu tiên năm 1870.